# Wacław Jagielnicki

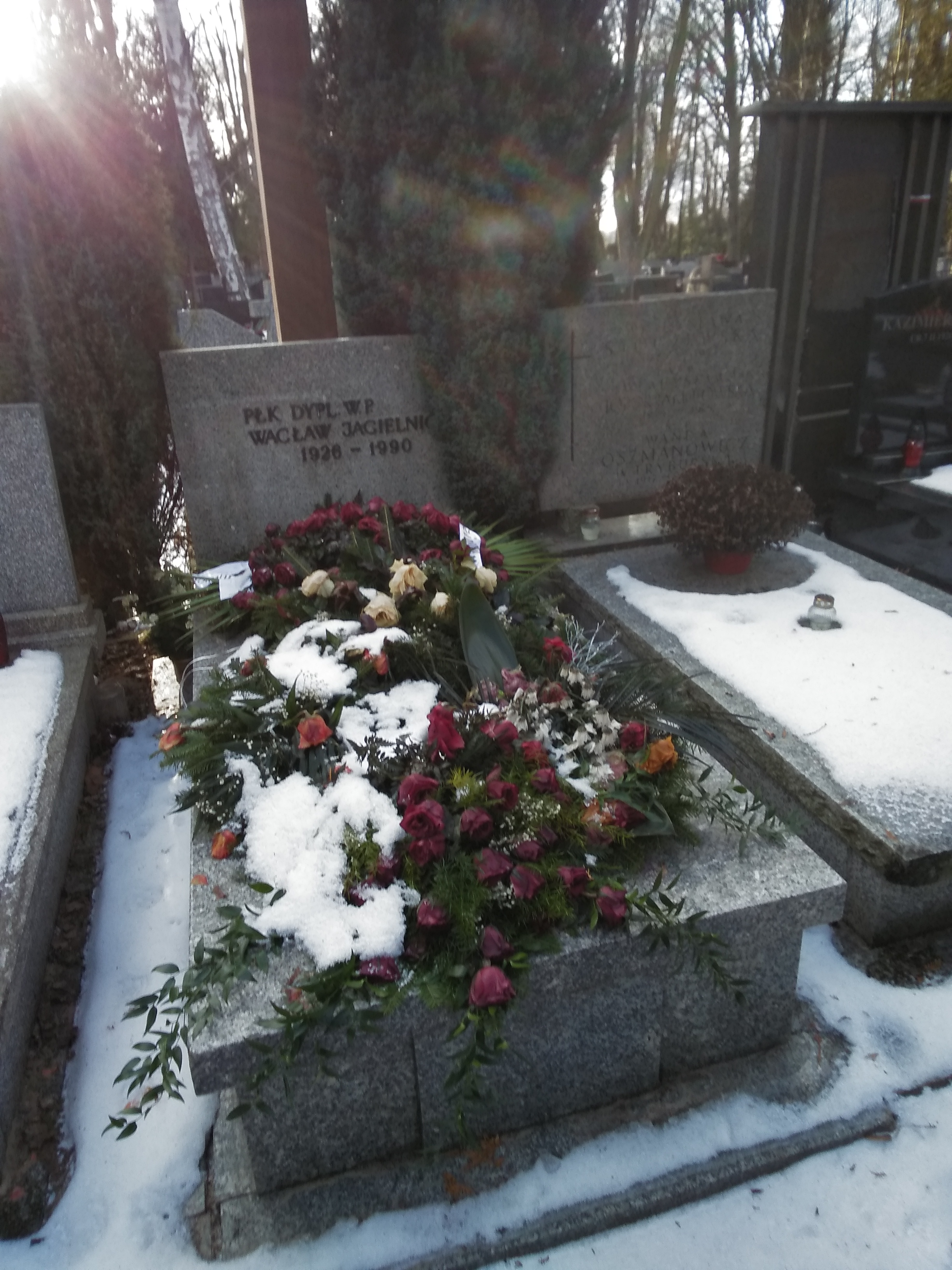
Grób Wacława Jagielnickiego na Cmentarzu Wojskowym na Powązkach

Wacław Jagielnicki (ur. 16 października 1926 w Kałuszu, zm. 5 lutego 1990) – oficer wywiadu wojskowego (pułkownik), urzędnik konsularny i dyplomata.
Syn Piotra i Józefy. Ukończył Podoficerską Szkołę Saperów (1944) oraz Oficerską Szkołę Saperów we Wrocławiu (1945–1947). Oddelegowany do pracy w Komisji Nadzorczej Państw Neutralnych w Korei (1953–1954) i Międzynarodowej Komisji Nadzoru i Kontroli w Laosie (1954). Przeszedł do Zarządu II Sztabu Generalnego WP, gdzie pełnił szereg funkcji m.in. attaché wojskowego, morskiego i lotniczego przy Ambasadzie PRL w Kairze (1955–1956), p.o. komendanta/komendanta kursów specjalnych w Śródborowie (1956–1957), pracownika Oddziału II, operacyjnego (1957–1961). Studiował w Akademii Sztabu Generalnego Sił Zbrojnych ZSRR (1961–1963). Po jej ukończeniu kontynuował służbę w Zarządzie II SG, przez 8 lat był zastępcą szefa Zarządu (1966–1974). Następnie objął funkcję attaché wojskowego przy Ambasadzie PRL w Sofii (1974–1976). Po powrocie do kraju w Zarządzie II SG (1976–1981), a w stanie wojennym był zastępcą pełnomocnika-komisarza Komitetu Obrony Kraju przy MSZ (1981–1983). W latach 1983–1988 był konsulem generalnym PRL w Leningradzie. Po powrocie do kraju sprawował ponownie funkcję zastępcy szefa ds. operacyjnych Zarządu II Sztabu Generalnego (1988–1989) oraz tłumacza w Zarządzie II (1989–1990).
Zmarł w wieku 63 lat i został pochowany na cmentarzu wojskowym w Warszawie (kwatera A12-5-8).